# Weald
Il Weald è il nome dato a una zona fisiografica nel sud-est dell'Inghilterra situato tra i due grandi strati di gesso del Downs del Nord e del Downs del Sud. È a sua volta formato da uno strato di arenaria, l'"High Weald" (Alto Weald) e uno strato di terreno argilloso il "Low Weald" (Basso Weald).
Il nome, di origine sassone, significa "landa boscosa" (woody country).
Il nome Weald ha assunto in paleontologia un significato più ampio di quello della formazione geologica. Ci si riferisce alle "faune del Weald" per definire gli animali che nel Cretaceo inferiore vivevano in un'ampia area, compresa tra il sud dell'Inghilterra, il nord est della Francia, il Belgio, i Paesi Bassi e la Germania renana. In quel periodo questo era un habitat pianeggiante, caratterizzato da fiumi, pianure alluvionali, aree deltizie, e lagune costiere (nella parte più orientale), ed era molto simile, per specie di vertebrati e, in misura leggermente minore, di invertebrati, ad habitat costieri del Nord America e, soprattutto, della penisola iberica.
L'affioramento del Weald inglese, ovvero il Weald geologico propriamente detto, in particolar modo negli strati ad arenarie, è quello che ha permesso l'identitificazione del maggior numero di specie dell'omonima fauna, tra cui l'iguanodonte, uno dei primi dinosauri ad essere descritto scientificamente.

## Etimologia
"Weald" deriva dall'anglosassone weald, il quale deriva da una radice indoeuropea che significa "foresta" oppure "wild" (selvaggio). Wold, dalla stessa radice di weald, anch'esso significava "foresta" oppure "wild lands" (terreno selvaggio). I Sassoni lo hanno chiamato col nome alternativo di Andresleaz, il quale deriva dal nome ancor più recente di Coit Andred (molto largo) oppure il nome latino di Saltus Andred (grande tenuta di caccia oppure grande foresta).Vedi anche i riferimenti (in inglese).
L'aggettivo inglese per "weald" è "wealden".

Sezione geologica dal nord al sud :l'Alto e il Basso Weald sono mostrati insieme.